# Lituanie au Concours Eurovision de la chanson 2010
La Lituanie a participé au Concours Eurovision de la chanson 2010.

## Demi-finale 1
| #  | Artiste                      | Chanson                    | Jury | Televote | Total | Place |
| -- | ---------------------------- | -------------------------- | ---- | -------- | ----- | ----- |
| 1  | Kafka, Rūta & Kivi           | "Tonight"                  | 6    | 6        | 12    | 4     |
| 2  | Mindaugas Mickevičius - Mino | "Angela"                   | 4    | 5        | 9     | 6     |
| 3  | Monika Linkytė               | "Give Away"                | 8    | 7        | 15    | 3     |
| 4  | Gabrielė                     | "Girl"                     | 2    | 8        | 10    | 5     |
| 5  | Avenue Acoustic              | "Aklomis myliu tavo varda" | 7    | 1        | 9     | 6     |
| 6  | Imantas                      | "Won't U Come Back"        | 3    | 3        | 6     | 9     |
| 7  | Onsa                         | "Will You Be My Wife"      | 2    | 2        | 4     | 10    |
| 8  | Daina Bilevičiūtė            | "Myliu gyventi"            | 0    | 0        | 0     | 11    |
| 9  | Sasha Son & Nora             | "Say Yes To Life"          | 12   | 10       | 22    | 1     |
| 10 | Urtė Šilagalytė              | "Angelai"                  | 5    | 4        | 9     | 6     |
| 11 | Aistė Pilvelytė              | "Melancolia"               | 10   | 12       | 22    | 1     |

## Demi-finale 2
| #  | Artiste                  | Chanson                                       | Jury | Televote | Total | Place |
| -- | ------------------------ | --------------------------------------------- | ---- | -------- | ----- | ----- |
| 1  | Mariaana Seppern         | "My Home is Europe"                           | 4    | 0        | 4     | 9     |
| 2  | Mundis & Electric Ladies | "Sielos muzika"                               | 10   | 3        | 13    | 5     |
| 3  | Raimonda Masiulytė       | "Ledinė širdis"                               | 0    | 1        | 1     | 11    |
| 4  | AGAMA                    | "Field of Kings"                              | 8    | 10       | 18    | 2     |
| 5  | Audrius Zavadskis        | "Right Now"                                   | 3    | 4        | 7     | 8     |
| 6  | Ruslanas Kirilkinas      | "I Love a Boy Who's in Love with a Fairytale" | 7    | 7        | 14    | 3     |
| 7  | Marta Lukošiūtė          | "Meilės ruduo"                                | 1    | 3        | 4     | 9     |
| 8  | Amberlife                | "Material World"                              | 6    | 8        | 14    | 4     |
| 9  | Saulės kliošas           | "Tu atėjai"                                   | 5    | 6        | 11    | 6     |
| 10 | Mini Me                  | "Amžinai"                                     | 2    | 6        | 8     | 7     |
| 11 | Donatas Montvydas        | "Running Fast"                                | 12   | 12       | 24    | 1     |

## Demi-finale 3
| #  | Artiste             | Chanson                | Jury | Televote | Total | Place |
| -- | ------------------- | ---------------------- | ---- | -------- | ----- | ----- |
| 1  | Ramūnas Difartas    | "Blues of Life"        | 12   | 2        | 14    | 4     |
| 2  | Soliaris            | "So High"              | 2    | 10       | 12    | 5     |
| 3  | The Cavaliers       | "We Are About To Love" | 3    | 3        | 6     | 9     |
| 4  | Eden                | "Nirvana"              | 5    | 5        | 10    | 7     |
| 5  | Eva                 | "Nes tu pamiršai"      | 0    | 1        | 1     | 11    |
| 6  | Merūnas             | "Rosa"                 | 8    | 7        | 15    | 3     |
| 7  | Širdelės            | "Aš ir tu"             | 0    | 0        | 0     | 12    |
| 8  | Gaudentas Janušas   | "Man nieko nereikia"   | 1    | 6        | 7     | 8     |
| 9  | 4Fun                | "Don't You Know"       | 4    | 0        | 4     | 10    |
| 10 | InCulto             | "East Europe Funk"     | 6    | 12       | 18    | 1     |
| 11 | Evelina Sašenko     | "For this I'll pray"   | 10   | 8        | 18    | 2     |
| 12 | Jūratė Miliauskaitė | "Let It Rain"          | 7    | 4        | 11    | 6     |

## Finale
| #  | Artiste             | Chanson                                       | Jury | Televote | Total | Place |
| -- | ------------------- | --------------------------------------------- | ---- | -------- | ----- | ----- |
| 1  | AGAMA               | "Field of Kings"                              | 8    | 5        | 13    | 4     |
| 2  | Aistė Pilvelytė     | "Melancolia"                                  | 10   | 10       | 20    | 2     |
| 3  | Ruslanas Kirilkinas | "I Love a Boy Who's in Love with a Fairytale" | 3    | 4        | 7     | 7     |
| 4  | Merūnas             | "Rosa"                                        | 5    | 7        | 12    | 6     |
| 5  | Ramūnas Difartas    | "Blues of Life"                               | 6    | 0        | 6     | 8     |
| 6  | Monika Linkytė      | "Give Away"                                   | 0    | 3        | 3     | 10    |
| 7  | Inculto             | "East European Funk"                          | 12   | 12       | 24    | 1     |
| 8  | Evelina Sašenko     | "For This I'll pray"                          | 8    | 6        | 14    | 3     |
| 9  | Sasha Son & Nora    | "Say Yes to Life"                             | 4    | 8        | 12    | 5     |
| 10 | Jūratė Miliauskaitė | "Let It Rain"                                 | 1    | 0        | 1     | 12    |
| 11 | Eden                | "Nirvana"                                     | 2    | 2        | 4     | 9     |
| 12 | Amberlife           | "Material World"                              | 1    | 1        | 2     | 11    |

## Eurovision
La Lituanie chante dans la 2e demi-finale, le jeudi 27 mai 2010. Le groupe InCulto s'y classe douzième, avec un total de 44 points, ce qui ne lui permet pas de se qualifier pour la finale du 29 mai.